# Formation Administrative des Non-Inscrits
De Formation Administrative des Non-Inscrits FANI, Nederlands: Administratieve Formatie van Niet Ingeschrevenen, was een parlementaire formatie in de Franse Assemblée nationale, die van 1958 tot 1967 bestond.
De Formation Administrative was een groepering bestaande uit centrumgerichte partijen:
- Parti Républicain, Radical et Radical-Socialiste
- Centre Républicain
- Union Démocratique et Socialiste de la Résistance

## Zetelverdeling
- De FANI haalde 40 zetels bij de parlementsverkiezingen van 1958, maar de naam van de groepering werd in juli 1959 gewijzigd in Groupe l'Entente Démocratique.
- De groepering haalde 39 zetels bij de parlementsverkiezingen van 1962, waarvan er vier leden zich bij de Rassemblement Démocratique hadden aangesloten. De groepering veranderde ook in 1962 de naam in Rassemblement Démocratique.